# Otep Shamaya
Otep Shamaya (ur. 7 listopada 1979) – amerykańska piosenkarka, autorka tekstów, poetka, malarka. Zadebiutowała razem z zespołem Otep w 2002 roku. Wraz z zespołem nagrała albumy Sevas Tra (2002), House of Secrets (2004), The Ascension (2007), Smash the Control Machine (2009) i Atavist (2011) oraz Hydra (2013).
Urodziła się 7 listopada 1979 roku w rejonie getta w pobliżu Los Angeles i tam dorastała. Otep jest lesbijką i wegetarianką. Jest znana jako zwolennik praw zwierząt. W 2008 roku przemawiała na Narodowej Konwencji Partii Demokratycznej.
W listopadzie 2006 wydała swoją pierwszą drukowaną kolekcję poezji. We wrześniu 2007 jej e-book Little Sins, został wydany w formie książki. W 2010 roku wokalistka została nominowana do nagrody GLAAD Media Awards w kategorii Outstanding Music Artist.

## Publikacje
- New Word Order, Centaurs Breed, 2013, ISBN 978-3759031105

## Filmografia
- The Thirst (jako Vogue, 2006, film fabularny, reżyseria: Jeremy Kasten)[5]

## Gry komputerowe
- The Last of Us (jako The Infected, 2013, Naughty Dog)[6]